# Národní muzeum pivovarnictví

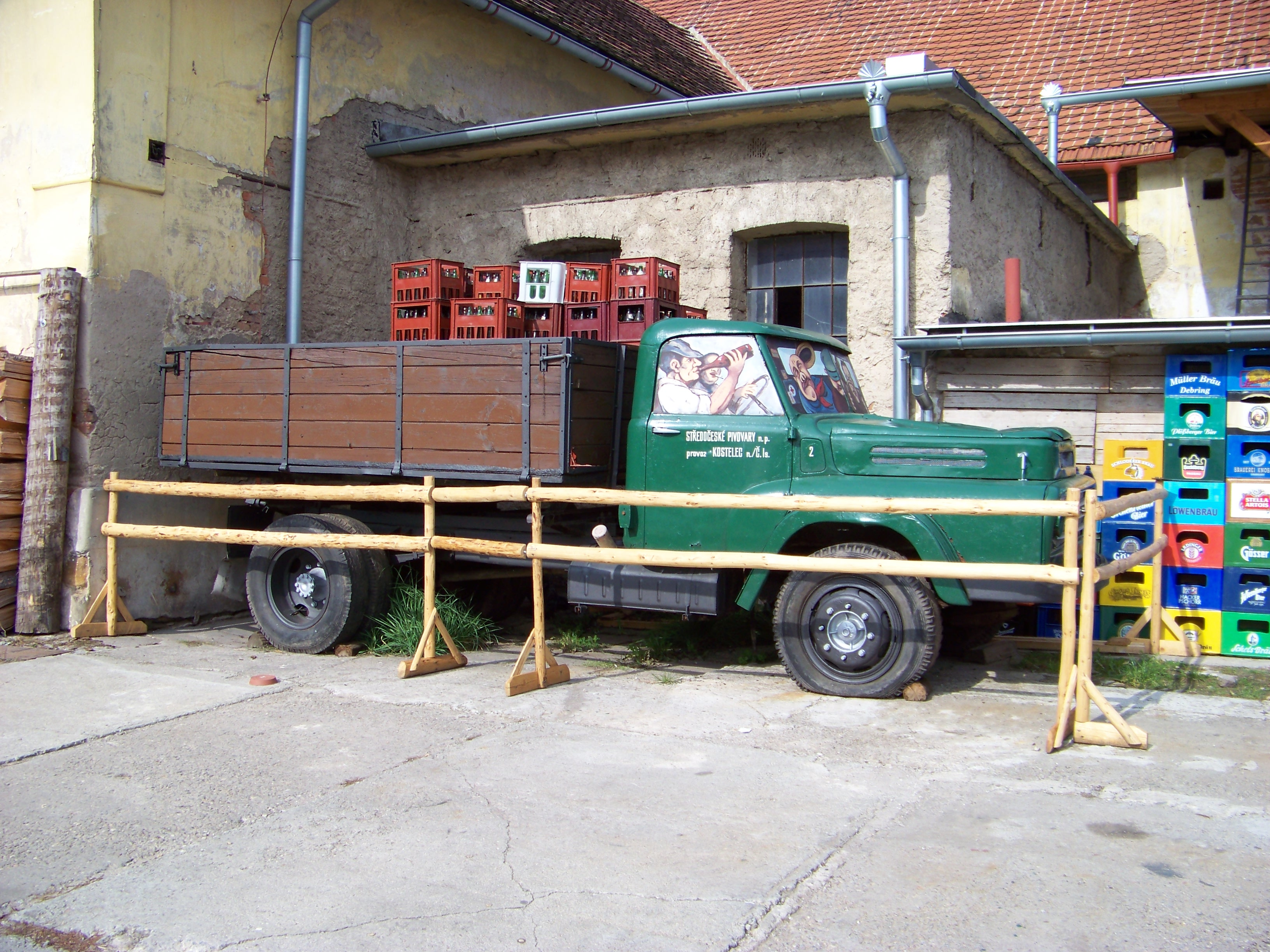
Historické pivovarské auto Csepel D450

Národní muzeum pivovarnictví se nachází v areálu pivovaru v Kostelci nad Černými lesy.

## Historie pivovaru
Původní panský pivovar v Kostelci nad Černými lesy stával při zámku. Během rozvoje vrchnostenského velkostatku došlo k jeho přemístění dále od panského sídla do lokality současné Českobrodské ulice (č.p. 14). V době vrcholného baroka se jednalo o jeden z největších pivovarů na našem území vůbec. Roku 1836 pivovar vyhořel. Výstavba nového podniku začala téhož roku na „zelené louce“, kde stojí dodnes (č.p. 17). Velkorysé pojetí nového výrobního areálu pivovaru se sladovnou odpovídalo postoji a společenskému postavení tehdejších majitelů – mocných Lichtenštejnů. Současný stav výrobních objektů pochází z konce 19. století, kdy byl pivovar přestavěn na parní pohon. Několik utilitárních objektů, jako například umývárny či bednárna, bylo dostavěno v meziválečném období. Roku 2001 se stala majitelem zchátralého areálu pivovaru společnost Dej Bůh štěstí spol. s r.o., která do něj vrací život. Výrobní areál náleží do nejzajímavější skupiny objektů pivovarského stavebního dědictví dokumentujících vývoj stavby a jednotlivých technologických prostor vzhledem k modernizaci technologie výroby od řemeslné výroby piva po průmyslovou. Významnou součástí jsou unikátně dochovaná technologická zařízení původního provozu, která společně s dalšími exponáty a dokumenty Černokosteleckého pivovarského muzea a archivu přibližují historii našeho nejvýznamnějšího výrobního odvětví návštěvníkům prohlídkové trasy. To vše rovněž slouží ke studijním účelům badatelů, historiků a architektů. Stále probíhající výzkum, mapování pivovarské historie a vlastní zkušenosti s obnovou pomáhají při projektování nového využití historických staveb a zpracování stavebně-historických průzkumů. V dalších původních prostorách obnovovaného areálu se dnes konají kulturní a společenské akce, svatby, konference, školení apod. Obnovovaná výroba piva tradičními postupy podtrhne jedinečnost a význam tohoto pracoviště zejména z hlediska přenosu informací dalším generacím.

## Objekty

### Sladovna
Technologický provoz zajišťující výrobu základní suroviny k výrobě piva – sladu. A to od příjmu ječmene, jeho čištění, máčení, klíčení, sušení, odkličování až po skladování. V principu jde o aktivaci enzymů potřebných při samotném vaření piva. V Kostelci je sladovna, od ukončení provozu v roce 1994, zakonzervována a doplněna o množství unikátních technologických celků z jiných bouraných sladoven. Můžete obdivovat kupříkladu žulový renesanční náduvník z Červeného Záhoří, obří vzduchový kompresor z Vratislavic, odkličovačky z Terešova či Chříče, čisticí soustavu na ječmen z Volyně, hvozd typu Ječmen ze Zahrádky a mnoho dalších exponátů.

### Nadvarní
Podstatou jest připravit sladový šrot ku samotnému vaření piva a to způsobem, aby došlo pouze k částečnému rozdrcení. Technologický komplex nadvarní sestává z přívodního potrubí tlačeného vývěvou, cyklonu, zásobníku na slad, kapsového elevátoru, váhy, šrotovníku a zásobníku na našrotovaný slad. Původní pohon parní nahrazen elektromotory s řemenicemi. Dále se v nadvarní nachází rekuperátor brýdových par, zásobník na studenou vodu a teplovodní bojler. Všechny technologie jsou původní z 30. let 20. století.

### Varna
Principem velmi složitého procesu varního jest mimo jiné štěpení škrobu na cukry. Působením enzymů vzniklých v průběhu sladování dochází k narušení molekul polysacharidů a bílkovin za vzniku jednoduchých látek. Původní jednoduchá měděná varní soustava o objemu vyrážené mladiny 160 hl pochází z 30. let 20. století a tvoří dominantu Černokosteleckého pivováru. Poslední várka proběhla roku 1987 a od té doby došlo k rozkradení všech menších technologických partií z barevných kovů. Proto muselo být instalováno nové scezovací korýtko z právě uzavíraného Vsetína, všechny dvířka či scezovací plechy. Černokostelecká varna je jediná v ČR na ohřev přímým ohněm – palivo dřevo a uhlí a zároveň nám není známa větší varna na přímý ohřev na celém světě.

### Chladicí štoky
Mělké vany o velké ploše, kde přirozeně chladne horká mladina za současné sedimentace kalů, které na sebe vážou třísloviny. Velká náročnost na hygienu a čas, výhodou je přirozená sedimentace a ekonomičnost. V Česku jsou ve funkci chladicí štoky pouze v Praze v pivovaru U Fleků. V Kostelci jsou dva železné chladicí štoky á 80 hl od firmy Novák & Jahn. V dnešní době v ostatních pivovarech nahrazeno vířivými káděmi.

### Sprchový aparát
Protiproudý trubkový chladič s dvěma chladicími nezávislými systémy. V trubkách proudí chladicí médium a na povrchu stéká chlazená mladina. Velmi účinné, přirozené a ekonomické chlazení je náročné na hygienické podmínky. V České republice je sprchový chladič v Černokosteleckém pivováru jediný funkční. Původem z pivovaru v Nové Pace, materiál měď v kombinaci s mosazí, délka 6 metrů, výška 2 metry.

### Spilka
Působením pivovarských kvasnic dochází na spilce čili kvasírně ku přeměně jednoduchých cukrů vzniklých na varně na alkohol, oxid uhličitý a teplo. Jedná se o velmi citlivý a složitý proces vyžadující neustálou kontrolu. Původní dubové či modřínové kádě kónického tvaru byly nahrazeny otevřenými betonovými či kovovými nádržemi s potravinářsky upraveným povrchem. Černokostelecký pivovár disponuje 12 ocelovými otevřenými spílečnými káděmi opatřenými tzv. úponovým nátěrem, dále dvěma dubovými káděmi a čtyřmi malými pokusnými dubovými kádičkami. V muzeu jsou dále vystavena káď ocelová válcová se smaltovaným povrchem a káď aluminiová z pivovaru v Jincích.

### Ležácké sklepy
Rozlehlé chlazené prostory, kde dochází k dokvášení mladého piva a chuťovému zrání. Pivo se dokvášením nasycuje oxidem uhličitýma získává tak přirozený říz. Tento proces ležení je náročný na čas a nízkou teplotu. Černokostelecké ležácké sklepy ve svých pěti odděleních s pěti lednicemi disponují cca 40 velkými dubovými sudy s kapacitou 30 – 60hl umístěnými na žulových kantýřích, třemi ocelovými tanky o velikosti cca 130 hl s potravinářským úponovým nátěrem a čtyřiceti menšími tanky o velikosti 10 hl. Muzejní expozice je zastoupena především největším pivním dubovým sudem v ČR o objemu 121 hl. Dále je ve sklepích umístěn barokní haltýř z pivovaru v Lomnici nad Popelkou. V rámci muzejních aktivit připravujeme tradiční ledování.

### Bednárna
Tradiční pivovarské řemeslo je víceméně zapomenuto, neboť není již třeba oprav dřevěných sudů. Ani ležáckých, ani transportních, ani spílečných kádí. V Černokosteleckém pivováru je dochována funkční bednárna, která je dvakrát do roka v plné funkci a to na tradiční akce Vykulení a Vysmolení. Všechny akce pod taktovkou Pana bednáře Ládi Bešťáka.

### Kompresorovna
Náhradou tradičního ledování bylo chlazení systému Linde, využívané ve větších pivovarech od konce 19. století. Obří čpavkové kompresory s ještě většími setrvačníky, kouřící komíny... ano to byly symboly průmyslové revoluce. Kompresorovna Černokosteleckého pivováru je jednou z nejucelenějších expozic se všemi detaily a funkčním kompresorem firmy Kolben & Daněk, dále několik dalších menších čpavkových kompresorů rozmístěných po celém pivováru.

### Strojovna
Parní stroj – úžasné síly zdroj. Slova Viktora Sodomy z nesmrtelného songu můžeme jen kvitovat a až dojde ropa budeme připraveni. Funkční parní stroj značky Novák & Jahn z roku 1904 jest toho zárukou. Transmisní rozvody jsou rozmístěny po celém pivovaru.

### Žentour
Památkově chráněná osmiboká budova žentourového mlýniště s naprosto unikátním systémem krovu je s největší pravděpodobností největší stavbou svého druhu v Evropě. Vnitřní průměr žentourového kola činil 17 metrů a původní pohon zajišťovali koně či voli. Po nákladné rekonstrukci slouží objekt kulturním potřebám.